# 加里寧格勒南站
加里寧格勒南站（羅馬化：Kaliningrad-Yuzhny），是俄羅斯城市加里寧格勒最大的火車站。加里寧格勒南站共有六個月台，有來自波蘭、德國和其他歐洲國家的列車停靠該車站。2003年，該車站進行大規模重建。

## 外部連結
- Train times on Yandex